# Báti Anikó
Báti Anikó a HUN-REN Bölcsészettudományi Kutatóközpont Néprajztudományi Intézet kutatója. Legfontosabb kutatási témája a táplálkozáskultúra-kutatás.

## Munkássága
A József Attila Tudományegyetem Bölcsészettudományi Karán 1997-ben szerzett néprajz-történelem szakos diplomát.
Szakdolgozatában a cserépfalui lakodalmi étkezések módosulását vizsgálta a 20. század második felében. Tanulmányait az ELTE Európai Etnológia Doktori Iskolában folytatta, doktoranduszként táplálkozáskultúrát oktatott az ELTE és a JATE Néprajzi Tanszékeken is. A PhD fokozatot 2005-ben szerezte meg, summa cum laude minősítéssel. Doktori disszertációjában a táplálkozáskultúra XX. századi változását vizsgálta. 2009-ben a Néprajzi Társaság Jankó János-díjával tüntették ki, s ez évtől kezdve az MTA BTK Néprajztudományi Intézetének tudományos munkatársa.
Kutatásai során vizsgálja a táplálkozáskultúra generációs különbségeit, az étkezés újításait és átalakulásait. Részletes esetvizsgálatok segítségével közelíti meg a táplálkozásban is tükröződő értékrendi, társadalmi változásokat. Kutatásait nagyvárosi, budapesti terepre is kiterjesztette.
Báti Anikó jelentős tudományszervező tevékenységet is folytat, a Néprajzi Társaság Anyagi Kultúra Szakosztály titkáraként számos emlékülést, könyvbemutatót szervezett, részt vett az Néprajztudományi Intézet évkönyvének, az Ethno-lore-nak, a néprajztudomány központi folyóiratának, az Ethnographiának és számos szakkönyv szerkesztésében, valamint a magyar néprajztudomány összefoglaló kézikönyve, a Magyar Néprajz elkészítésében is.

## Legfontosabb publikációk
- Báti Anikó teljes publikációs listája az MTMT adatbázisában